# Agrimonieroest
De agrimonieroest (Pucciniastrum agrimoniae) is een schimmel behorend tot de familie Pucciniastraceae. Er zijn alleen uredinia en telia bekend. De telia zien er uit als kleine rode korstjes. Kenmerkend zijn de fel gekleurde oranje tot oranjegele uredinia die uniform de onderzijde van de bladeren bedekken.

## Verspreiding
In Nederland komt de agrimonieroest zeldzaam voor. Hij staat niet op de rode lijst en is niet bedreigd.

## Waardplanten
Hij komt voor op de volgende waardplanten:
- Agrimonia eupatoria (Gewone agrimonie)
- Agrimonia leucantha
- Agrimonia parviflora
- Agrimonia pilosa
- Agrimonia repens
- Aremonia agrimonoides